# ナレフカ

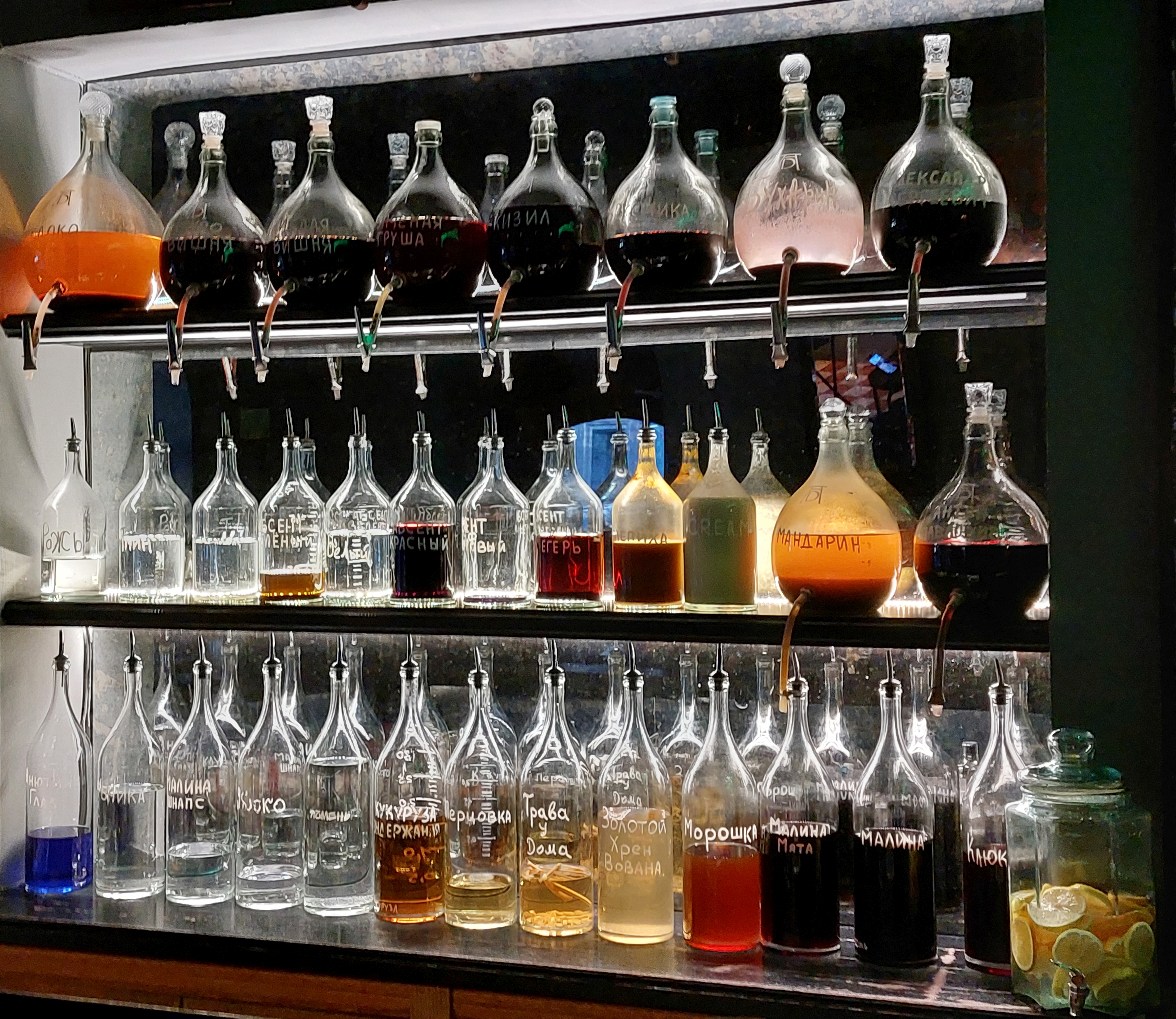
ざまざまなナレフカ

ナレフカ（ポーランド語: Nalewka）はポーランドで古くから親しまれているリキュール。
サクランボ、プラム、ラズベリー、ハチミツなどをウォッカに漬け込んだリキュールである。フルーツが果実の形のまま入っていることもある。